# Portulaca nitida
Portulaca nitida är en portlakväxtart som först beskrevs av Avinoam Danin och H.G. Baker, och fick sitt nu gällande namn av C. Ricceri och P.V. Arrigoni. Portulaca nitida ingår i släktet portlaker, och familjen portlakväxter. Inga underarter finns listade i Catalogue of Life.